# Azteekse filosofie

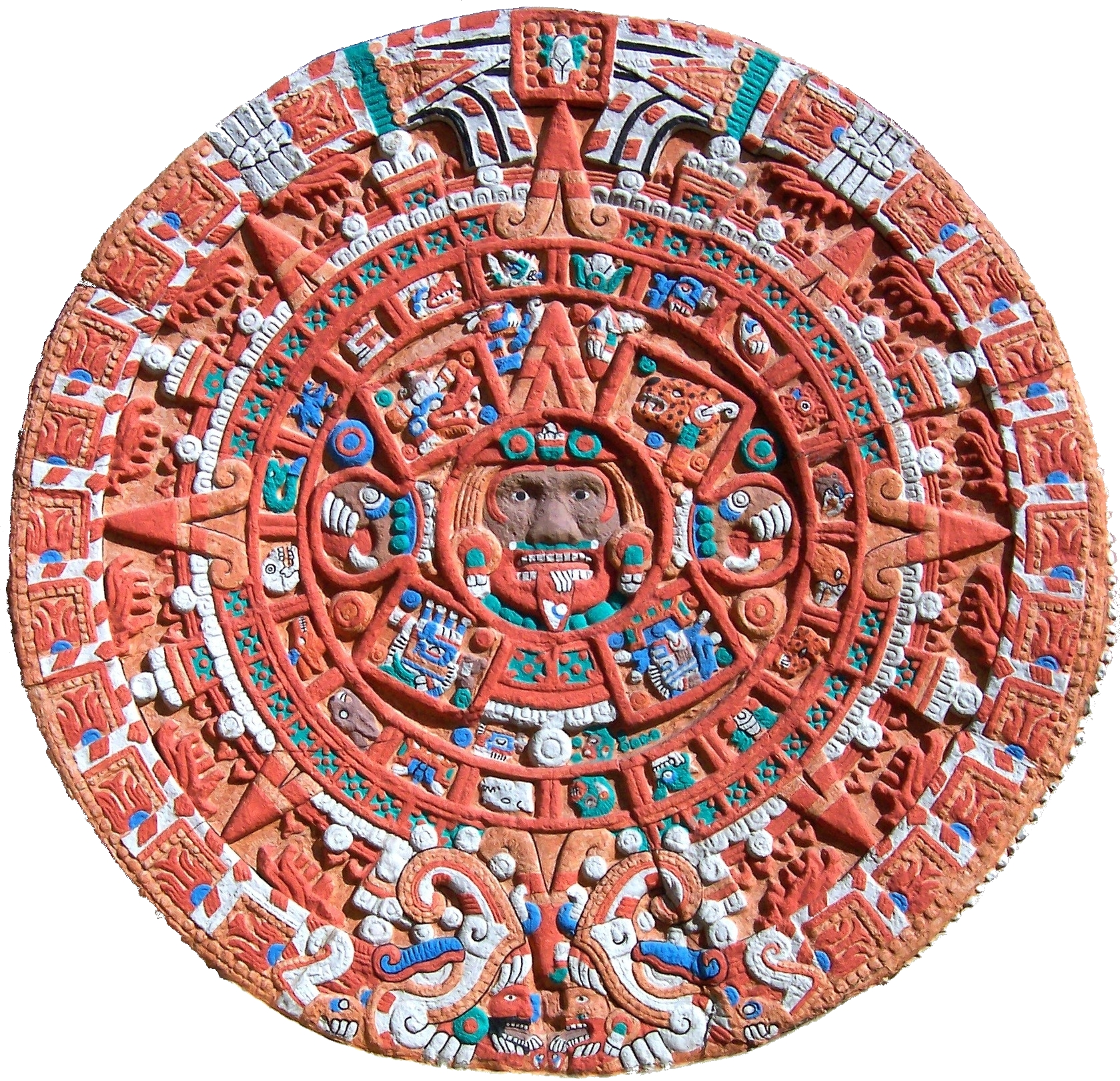
Replica van een Zonsteen

Azteekse filosofie was de school van filosofie ontworpen door het Azteekse rijk. De Azteken hadden een goed ontwikkelde school voor de filosofie, misschien wel de meest ontwikkelde van het Amerikaanse continent en op veel manieren vergelijkbaar met de Griekse filosofie. Ze vergaarde zelfs meer teksten dan de oude Grieken. Azteekse filosofen richtten zich op dualisme, monisme en esthetica en probeerden een antwoord te vinden op de belangrijke Azteekse filosofische vraag hoe ze stabiliteit en balans konden bereiken in een kortstondige wereld.

## Geloof
Azteekse filosofen zagen het concept van teotl (god) als een fundamentele eenheid die het hele universum omvat. Teotl vormt en is alle zaken. Zelfs tegenovergestelde zaken als licht en donker - leven en dood, werden gezien als expressies van dezelfde eenheid, teotl. Het geloof in eenheid met dualistische expressies is vergelijkbaar met monistische ideeën in zowel westerse als oosterse filosofieën.

## Relatie tot Azteekse religie
Azteekse priesters hadden een panentheistische kijk op religie maar de populaire Azteekse religie bleef polytheïsme. Priesters zagen de verschillende goden als een aspect van de bijzondere en transcedente eenheid van teotl, maar de meerderheid werd toegestaan om polytheïsme te beoefenen zonder de ware eenheid van de Azteekse goden te begrijpen.

## Morele geloven en esthetica
Azteekse filosofen richtten zich op moraliteit om balans te bereiken. De wereld werd gezien als een continu veranderend met de altijd-veranderende teotl. De moraliteit focuste zich op het vinden van het pad om een uitgebalanceerd leven te leiden, wat stabiliteit zou geven aan de veranderende wereld. Azteekse filosofen zagen de kunsten als een manier om de ware natuur van teotl te laten zien. Kunst werd gezien als iets goeds als het een beter begrip bracht voor teotl. Azteekse gedichten waren nauw verbonden met filosofie en werden vaak gebruikt om filosofische concepten uit te drukken.